# Konstantine Ierchov
Pour les articles homonymes, voir Erchov.
Konstantine Vladimirovitch Ierchov (en russe : Константин Владимирович Ершов), est un réalisateur, un acteur et un scénariste de films né le 11 juillet 1935 à Tchéliabinsk, RSFSR, et mort le 28 décembre 1984 à Kiev.

## Biographie
Après avoir étudié à la faculté de philologie de l'université d'État de Kiev jusqu'en 1958, il a travaillé comme décorateur et acteur dans différents théâtres de Kiev dont le théâtre Académique d'Art Dramatique et de comédie Lessia Oukraïnka de 1960 à 1964. En 1967, il a obtenu le diplôme des cours supérieurs de formation de réalisateur et scénariste à Moscou. À partir de 1968, il a été directeur des Studios Alexandre Dovjenko de Kiev.
Dans les studios Mosfilm, où il a travaillé en 1966 et en 1967, il a réalisé avec Gueorgui Kropatchiov le film Vij, qui a été vu par 32,6 millions de spectateurs l'année de sa sortie. Il a été membre de l'Union des cinéastes de l'Ukraine.
L'artiste est inhumé au cimetière Baïkov.

## Filmographie

### Réalisateur
- 1967 : Vij ou le Diable avec Gueorgui Kropatchiov
- 1970 : L'enfant décédé (en russe : Поздний ребёнок)[2]
- 1973 : Tous les soirs après le travail (ru)
- 1976 : Le Mémo de Stepanov (ru) ou La Fille de Stepan (titre VHS)
- 1978 : L'Homme qui a eu de la chance (en russe : Человек, которому везло)[3]
- 1981 : Les femmes plaisantent sérieusement (en russe : Женщины шутят всерьёз)[4]
- 1982 : Les Tours (ru) (Грачи)
- 1983 : Si le bonheur n'existait pas..., (en russe : Не было бы счастья...,)[5]

### Acteur
- 1960 : Les Descendants (ru) réalisé par Timofeï Vassilievitch Levtchouk (ru) : Kostia
- 1961 : Derrière deux lièvres réalisé par Viktor Mikhaïlovitch Ivanov (ru) : Pliachka
- 1961 : L'Artiste de Kokhanovka (ru) réalisé par Grigori Iossifovitch Lipchits (ru) : un chauffeur
- 1965 : Une source pour les assoiffés réalisé par Youri Illienko : Artiom, le mari de Natacha
- 1968 : La Nuit de la Saint-Jean réalisé par Youri Illienko : Athanase
- 1968 : Le Jour de l'ange (ru) réalisé par Stanislav Govoroukhine : le secrétaire Gryzlov
- 1969 : Pensée sur un britannique (ru) réalisé par Igor Aleksandrovitch Vetrov (ru) et Mykola Vinhranovsky : rôle secondaire
- 1970 : L'enfant décédé : un voisin, Roukomeïev le pope
- 1971 : Cris joyeux de crapaud (ru) réalisé par Viktor Mikhaïlovitch Ivanov (ru) : un témoin
- 1978 : L'Homme qui a eu de la chance : Koka

### Scénariste
- 1967 : Vij ou le Diable
- 1974 : Tous les soirs après le travail
- 1976 : Le Pense-bête de Stepanov
- 1978 : L'Homme qui a eu de la chance
- 1981 : Les femmes plaisantent sérieusement
- 1983 : Les Tours
- 1983 : Si le bonheur n'existait pas…
- 1986 : La faute au mariage (ru) réalisé par Aleksandr Ataïevitch Ityguilov (ru).